# التحالف من أجل التغيير الديمقراطي
التحالف من أجل التغيير الديمقراطي هو حزب سياسي في تنزانيا. تم تسجيل الحزب رسميًا في عام 2012.